# Доматена жаба
Доматените жаби (Dyscophus antongilii) са вид земноводни от семейство Тесноусти жаби (Microhylidae).
Срещат се по североизточното крайбрежие на Мадагаскар.
Таксонът е описан за пръв път от Алфред Грандиде през 1877 година.